# Centrum kosmiczne Luigi Broglio
Centrum kosmiczne Luigi Broglio – włoskie centrum kosmiczne i kosmodrom położony na terytorium Kenii, koło Malindi. Utworzone na podstawie umowy z 1962 r. pomiędzy NASA i Rzymskim Uniwersytetem Sapienza. Administrowane było przez Uniwersytet Rzymski i służyło do wynoszenia włoskich i międzynarodowych satelitów na orbitę. Od 1 stycznia 2004 zarządzane jest przez Włoską Agencję Kosmiczną na mocy umowy między władzami Włoch i Kenii.
Położenie w pobliżu równika sprawia, że centrum jest bardzo dogodnym miejscem do wynoszenia satelitów na orbitę. Sprzyja wynoszeniu satelitów przy użyciu rakiet średniej wielkości i mocy silników. Centrum składa się z dwóch segmentów. W skład części lądowej wchodzi m.in. centrum gromadzenia danych oraz stacje kontroli naziemnej i odbioru danych telemetrycznych. Zajmuje ona ok. 3,5 ha. Natomiast druga część znajduje się na morzu, około 6 km od wybrzeży Kenii, na 3 przebudowanych byłych platformach wiertniczych. Ta część służyła do wystrzału rakiet nośnych. Do wynoszenia satelitów na orbitę używano różnych rodzajów rakiet Scout, a starty odbywały się z prostokątnej platformy San Marco o rozmiarach 30×100 m. Jest ona ustawiona na podporach o regulowanej pneumatycznie wysokości. Podpory sięgają 20 m poniżej dna oceanu.. Pomost zaopatrzony jest w dźwig i budynki, gdzie dokonywane były przygotowania rakiet do startu i umieszczanie ładunku. W niewielkiej odległości od pomostu San Marco ustawiony jest drugi pomost, pozostałość po dawnym stanowisku wiertniczym La Tourneou. Ma kształt trójkąta równobocznego o długości jednego boku 36,5 m. Pomost ten nosi nazwę Santa Rita i na nim znajdowało się centrum kontroli lotu, gdzie przygotowywany był program startu i jego realizacja. Oba pomosty były połączone 23 podwodnymi kablami. W porcie Ngomeni, na wybrzeżu Kenii, zbudowano bazę zaopatrzeniową dla obu pomostów.
Między rokiem 1964 a 1988 odbyło się co najmniej 27 startów rakiet, w tym również sondażowych. W latach 1967–1975 z pomostu San Marco wyniesiono osiem obiektów  kosmicznych, w tym trzy włoskie (San Marco 2, 3 i 4) i 4 amerykańskie z serii Explorer oraz jeden brytyjski (Ariel 5). W 1980 wyniesiono stąd siedem rakiet badawczych obserwujących zjawiska fizyczne zachodzące podczas zaćmień Słońca. Planowano w latach siedemdziesiątych wykorzystanie rakiety włoskiej o nazwie Alfa. Dokonano kilku prób, ale nie były one zadowalające i w 1977 projekt skreślono z programu. Ostatnim wyniesionym satelitą był San Marco D/L 25 marca 1988. Od tego momentu platformy nie są używane i prowadzone są jedynie prace utrzymujące urządzenia w odpowiednim stanie.